# Руже (Вармінсько-Мазурське воєводство)
Руже (пол. Róże, нім. Rosenhof) — село в Польщі, у гміні Венґожево Венґожевського повіту Вармінсько-Мазурського воєводства.
Населення — 38 осіб (2011).
У 1975-1998 роках село належало до Сувальського воєводства.

## Демографія
Демографічна структура станом на 31 березня 2011 року:
|          | Загалом | Допрацездатний вік | Працездатний вік | Постпрацездатний вік |
| -------- | ------- | ------------------ | ---------------- | -------------------- |
| Чоловіки | 18      | 4                  | 13               | 1                    |
| Жінки    | 20      | 3                  | 11               | 6                    |
| Разом    | 38      | 7                  | 24               | 7                    |